# KV31
KV31 es una tumba egipcia del llamado Valle de los Reyes, situado en la orilla oeste del Nilo, a la altura de la moderna ciudad de Luxor. Conocemos muy poco acerca de esta tumba, aunque parece datar de la dinastía XVIII.

## Situación
La tumba número 31 del Valle de los Reyes se encuentra en su parte meridional, a mitad de camino entre KV30 y KV32. La tumba real más cercana al sepulcro del que nos ocupamos es KV34, perteneciente a Thutmose III, lo que hace pensar que tanto KV31 como todos los sepulcros de la zona pertenecen a la dinastía XVIII, entre finales del reinado de Thutmose III y comienzos del de Amenhotep III.
Lo único que sabemos de KV31 en la actualidad es que parece ser uno más de tantos enterramientos de nobles en la necrópolis real, un privilegio destinado sólo a los personajes más importantes de la época. Como era de esperar, hay un pequeño pozo de entrada, cuya profundidad exacta se desconoce. Tras él, lo más normal sería hallar una sola cámara, donde reposaría el difunto. El lugar carecería de decoración con total certeza.

## Excavación
Giovanni Battista Belzoni descubrió KV31 en 1817 cuando trabajaba para el Conde Belmore. La frenética actividad de este hombre le permitió descubrir un gran número de tumbas (la más conocida sin dudas es la bellísima KV17) en muy poco tiempo. Sin ir más lejos, los trabajos conjuntos de KV30 y KV31 se solaparon en el mismo periodo de tiempo, siendo imposible determinar de cuál de los dos sepulcros proviene un sarcófago donado por Belmore al Museo Británico, que quizás perteneciese al propietario original.
Aunque a finales del siglo XIX Victor Loret certificase su existencia, nada más volvemos a saber de KV31. Su localización es conocida, pero en la actualidad está cubierta de una montaña de escombros, que deja el pozo funerario en un simple hoyo de apenas un metro. A la espera de una expedición que se proponga limpiar y descubrir el lugar -desconocemos que puede haber más allá del pozo-, habrá que seguir esperando.